# بزرگراه علامه جعفری
بزرگراه علامه جعفری با نام پیشین بزرگراه رسالت غربی و با شماره بزرگراه ۲۴ یکی از بزرگراه‌های تهران است که جهت شرقی-غربی دارد. این بزرگراه که در غرب تهران واقع شده، از میدان نور در تقاطع با بزرگراه‌های حکیم و ستاری و بلوار آیت‌الله کاشانی آغاز شده و به تقاطع با بزرگراه‌های همدانی و مهدوی کنی منتهی می‌شود.
این بزرگراه پیش از این رسالت غربی نام داشت که با مصوبه شورای اسلامی شهر تهران در خرداد ماه سال ۱۳۸۳ به بزرگراه علامه جعفری تغییر نام داد.

## تقاطع‌ها
| از شرق به غرب             | از شرق به غرب                                   | از شرق به غرب |
| ------------------------- | ----------------------------------------------- | ------------- |
| میدان نور                 | بزرگراه حکیم بزرگراه ستاری بلوار آیت‌الله کاشانی |               |
| ایستگاه متروی علامه جعفری |                                                 |               |
|                           | بلوار شقایق                                     |               |
|                           | خیابان سازمان برنامه                            |               |
|                           | بزرگراه باکری                                   |               |
|                           | بلوار جوانمردان بلوار پرویز ابوطالب             |               |
|                           | بلوار دهکده المپیک                              |               |
|                           | بلوار جهاد                                      |               |
|                           | بزرگراه همدانی بزرگراه مهدوی کنی                |               |
| از غرب به شرق             |                                                 |               |